# 初始條件
在数学以及动力系统中，初始條件（initial condition），有時也稱為種子值（seed value）:pp. 160，是系統未知變數在初始時間（一般表示為t = 0）下的值。考慮以下的初值問題，其中的{\displaystyle y(0)=19}和{\displaystyle y(0)=3}即為初值條件。
{\displaystyle y'=0.85y,\qquad y(0)=19}
{\displaystyle {\dot {y}}+3y=6t+5,\qquad y(0)=3}
針對k階微分方程系統（若在離散時間系統下，是時間延遲的次數，若是連續時間系統，則是微分的總次數），其维数為n（表示有n個變數，也可以組成n維的向量），一般會需要nk個初始條件，才能完整的追蹤系統的變數。 
在連續時間下的微分方程或是離散時間下的遞迴關係式中，初始條件都會影響後續時間的變數值。若是連續時間系統，針對一動力系統以及其初始條件，要求得其狀態變數相對時間函數的解析解，稱為初值問題。離散系統中也有對應的問題。若無法求得解析解，可能會用迭代的方式，逐步計算各變數在不同時間下的值，不過因為誤差的關係，在長時間後，數值偏差可能會越來越大。

## 線性系統

### 離散時間
線性齊次矩陣差分方程（沒有常數項），型式為{\displaystyle X_{t+1}=AX_{t}}的差分方程，有解析解{\displaystyle X_{t}=A^{t}X_{0}}，其中的向量{\displaystyle X_{0}}是個別變數初始始組成的向量。{\displaystyle X_{0}}可以稱為初始條件向量，或稱為初始條件，其中包括有nk個資訊，n是向量X的維度，而k = 1是系統的時間延遲次數。線性系統的初始條件不會影響狀態變數未來行為的特性，此系統是否穩定是由矩陣A的特徵值所決定，不是依初始條件決定。
一個由單一變數以及多數時間延遲組成的系統如下
{\displaystyle x_{t}=a_{1}x_{t-1}+a_{2}x_{t-2}+\cdots +a_{k}x_{t-k}.}
此處的維度n = 1，階數為k，因此要追蹤此系統特性，需要的初始條件個數為nk = k。其初始條件不會影響變數長期演進的特性。方程式的解是由特徵方程式{\displaystyle \lambda ^{k}-a_{1}\lambda ^{k-1}-a_{2}\lambda ^{k-2}-\cdots -a_{k-1}\lambda -a_{k}=0}的根決定，所得的是{\displaystyle \lambda _{1},\dots ,\lambda _{k},}等特徵值，用在以下解的方程式中
{\displaystyle x_{t}=c_{1}\lambda _{1}^{t}+\cdots +c_{k}\lambda _{k}^{t}.}
其中的常數{\displaystyle c_{1},\dots ,c_{k}}可以以此方程來求解k個差分方程後，考慮初始條件的結果來求得。

### 連續時間
有n個變數的一階微分方程，將變數都放在向量X中，可得
{\displaystyle {\frac {dX}{dt}}=AX.}
若有初始條件{\displaystyle X_{0}}，可以計算不同時間下的數值。需要的初始資訊數量等於系統的維度n乘以系統階數k = 1 of the system，其結果為n。初始條件不會影響系統的穩定性特性。
單一變數x的kth階微分方程如下：
{\displaystyle {\frac {d^{k}x}{dt^{k}}}+a_{k-1}{\frac {d^{k-1}x}{dt^{k-1}}}+\cdots +a_{1}{\frac {dx}{dt}}+a_{0}x=0.}
需要的初始條件資訊數量為維度n = 1乘以階數k，等於k。此例中的k個初始資訊不是變數x在不同時間下的值，而是在初始時間下的x數值，以及前k – 1階微分的數值。初始條件不會影響系統特性，此系統的特徵方程式為{\displaystyle \lambda ^{k}+a_{k-1}\lambda ^{k-1}+\cdots +a_{1}\lambda +a_{0}=0,}，其解為特徵值{\displaystyle \lambda _{1},\dots ,\lambda _{k};}，可以用在以下解的方程式中
{\displaystyle x(t)=c_{1}e^{\lambda _{1}t}+\cdots +c_{k}e^{\lambda _{k}t}.}
其中的常數{\displaystyle c_{1},\dots ,c_{k}}可以以此方程來求解k個微分方程後，考慮初始條件的結果來求得。

## 非線性系統
非線性系統特性上的變化會比線性系統要多，因著初始條件的不同，系統可能會發散到無限大，也可能會收斂到系統的吸引子中。每個吸引子（是指一些狀態變數進入此區域後，就不會離開的區域）會有一個（可能不連續的）吸引區域（basin of attraction），若初始條件在此區域內，最後就會往吸引子前進。就算初始條件有少量變化，也有可能會由某一吸收子的吸引區域，進到另一吸收子的吸引區域，像牛顿法在一些情形下就有這類對初始條件很靈敏的特性。
若是有混沌理论的非線性系統，變數的變化會出現蝴蝶效应：同一個奇異吸引子內兩個很鄰近的點，在隨時間變化後，仍在奇異吸引子內，但兩點的軌跡會隨時間慢慢發散。因此在單一的奇異吸引子上，其初始條件的精確值會造成後續軌跡的顯著差異。因此很難進行準確的仿真，若要長時間的仿真更是不可能，因為很少有機會可以讓初始條件的數值完全精準，就算初始條件可以完全精準，在幾次迭代後就會出現捨入誤差。